# WACA Ground
O WACA Ground é um estádio localizado na cidade de Perth, estado de Austrália Ocidental, na Austrália. Foi inaugurado em 1890 e tem capacidade para 20 mil pessoas, o nome vem do Western Australian Cricket Association, é a casa do time de críquete Perth Scorchers, também costuma receber jogos de futebol e rugby.